# Cambarus nerterius
Cambarus nerterius är en kräftdjursart som beskrevs av Hobbs 1964. Cambarus nerterius ingår i släktet Cambarus och familjen Cambaridae. IUCN kategoriserar arten globalt som nära hotad. Inga underarter finns listade i Catalogue of Life.